# Mziseuli
Mziseuli (en georgiano: მზისეული) o Ajista (en abjasio: Ахысҭа, romanizado: Ajysta) es una aldea que pertenece a la parcialmente reconocida República de Abjasia, parte del distrito de Gulripshi, aunque de iure pertenece al municipio de Gulripshi de la República Autónoma de Abjasia de Georgia.

## Toponimia
Anteriormente, el nombre de la aldea era Kominternovskoe-Kesianovka (en georgiano: კომინტერნოვსკოე-ქესიანოვკა).

## Geografía
Mziseuli se encuentra en las estribaciones de los montes de Abjasia. La aldea se encuentra a 30 km de Gulripshi y se administra desde el pueblo de Tsebelda. 

## Demografía
La evolución demográfica de Mziseuli entre 1959 y 1989 fue la siguiente:
| 397                                                 | 271 |
| (Fuente: Population of Abkhazia since Soviet times) |     |

Antes de la guerra de Abjasia, la mayoría de la población local eran armenios.